# Марк Емілій Лепід (консул 285 року до н. е.)
Марк Емілій Лепід (325 — після 275 року до н. е.) — політичний, державний та військовий діяч Римської республіки, консул 285 року до н. е.

## Життєпис
Походив з патриціанського роду Еміліїв. Син Марка Емілія. У 285 році до н. е. його обрано консулом разом з Гаєм Клавдієм Каніною. Перший із свого роду отримав когномен «Лепід», тобто «гарний». Якимось діями не відзначився.

## Родина
Діти:
- Марк Емілій Лепід.
- Маній Емілій Лепід.